# تپه روستای متروک ۱
تپه روستای متروک ۱ مربوط به دوران پیش از تاریخ ایران باستان - دوران‌های تاریخی پس از اسلام است و در شهرستان کبودر آهنگ، بخش مرکزی، روستای شاوه واقع شده و این اثر در تاریخ ۱۰ دی ۱۳۸۱ با شمارهٔ ثبت ۷۰۲۴ به‌عنوان یکی از آثار ملی ایران به ثبت رسیده است.